# 福井口站
福井口站（日语：／ Fukui-Guchi eki */?）是位於福井縣福井市寶永一丁目，越前鐵道勝山永平寺線和三國蘆原線的車站。車站編號為E3。當中，三國蘆原線以此站作為作為起點，該線所有列車會駛入勝山永平寺線前往福井站方向。

## 車站構造
車站是一座高架車站，設有1面2線島式月台和1線的缺角式月台。際了早上和晚上外均設有職員當值。
在2015年9月26日前，此站設有1面1線的單式月台和2面4線的島式月台。車站大樓設於東邊的越道鐵道線和西邊JR線高架橋下（舊地面路軌遺址）。各月台之間設有站內平交道。在2015年9月27日至2018年6月23日之間進行高架化工程，站內使用臨時線路軌，月台配置變成1面2線的島式月台。車站大樓設於西日本旅客鐵道（JR西日本）北陸本線高架橋下。

### 月台
| 月台 | 路線                      | 上下行 | 方向                   |
| ---- | ------------------------- | ------ | ---------------------- |
| 1    | ■三國蘆原線               | 下行   | 蘆原湯之町、三國港方向 |
| 1    | ■勝山永平寺線             | 下行   | 永平寺口、勝山方向     |
| 2    | ■三國蘆原線 ■勝山永平寺線 | 上行   | 福井方向               |
| 3    | -                         | -      | （臨時月台）           |

### 2015年9月26日前的月台
| 月台 | 路線          | 上下行 | 方向                       |
| ---- | ------------- | ------ | -------------------------- |
| 1    | ■三國蘆原線   | 下行   | 蘆原湯之町、三國港方向     |
| 1    | ■勝山永平寺線 | 下行   | 永平寺口、勝山方向         |
| 2    | ■三國蘆原線   | 上行   | 福井方向                   |
| 3    | ■勝山永平寺線 | 上行   | 福井方向（出入廠列車使用） |

通常使用2、3號月台。

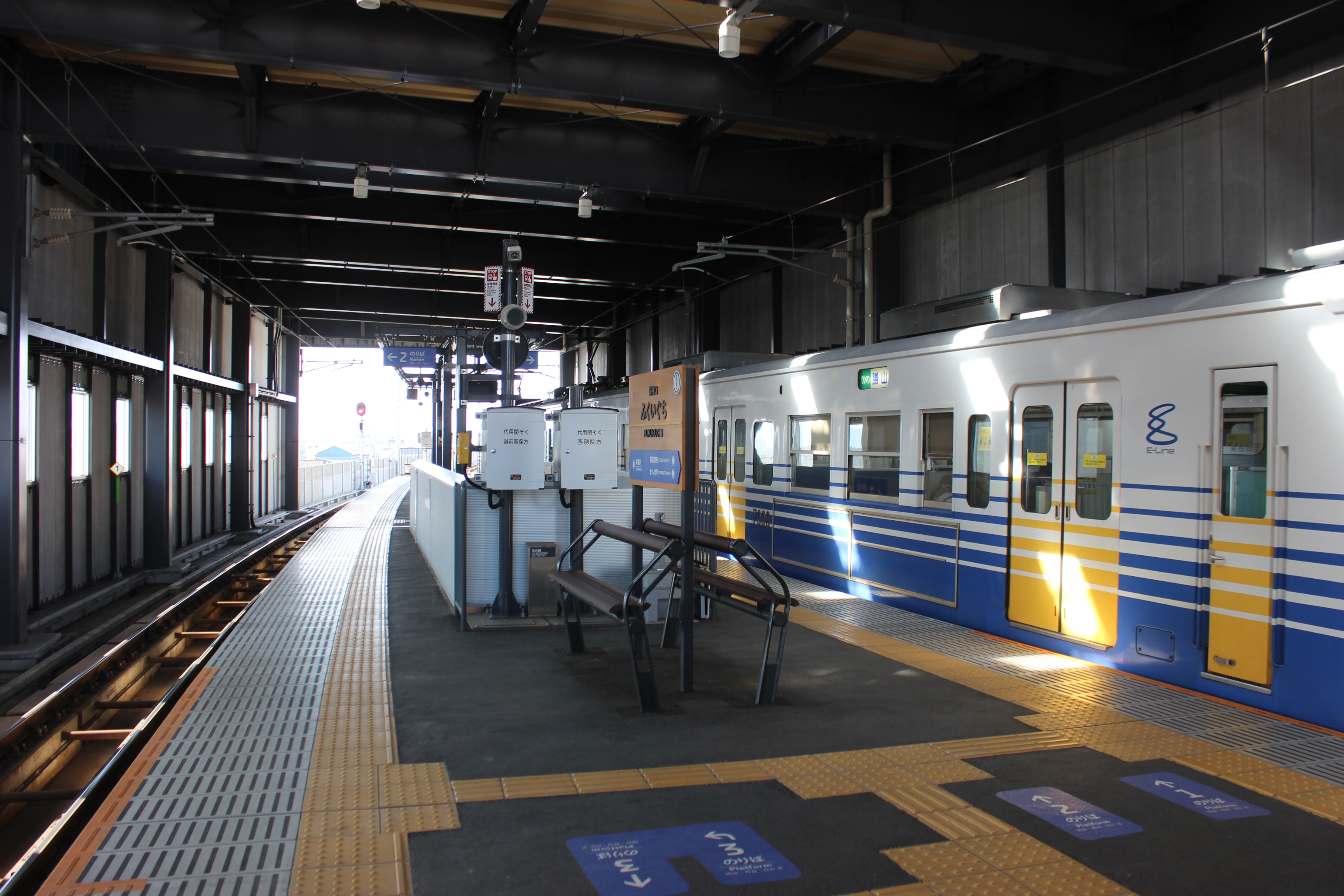
月台（2021年2月）
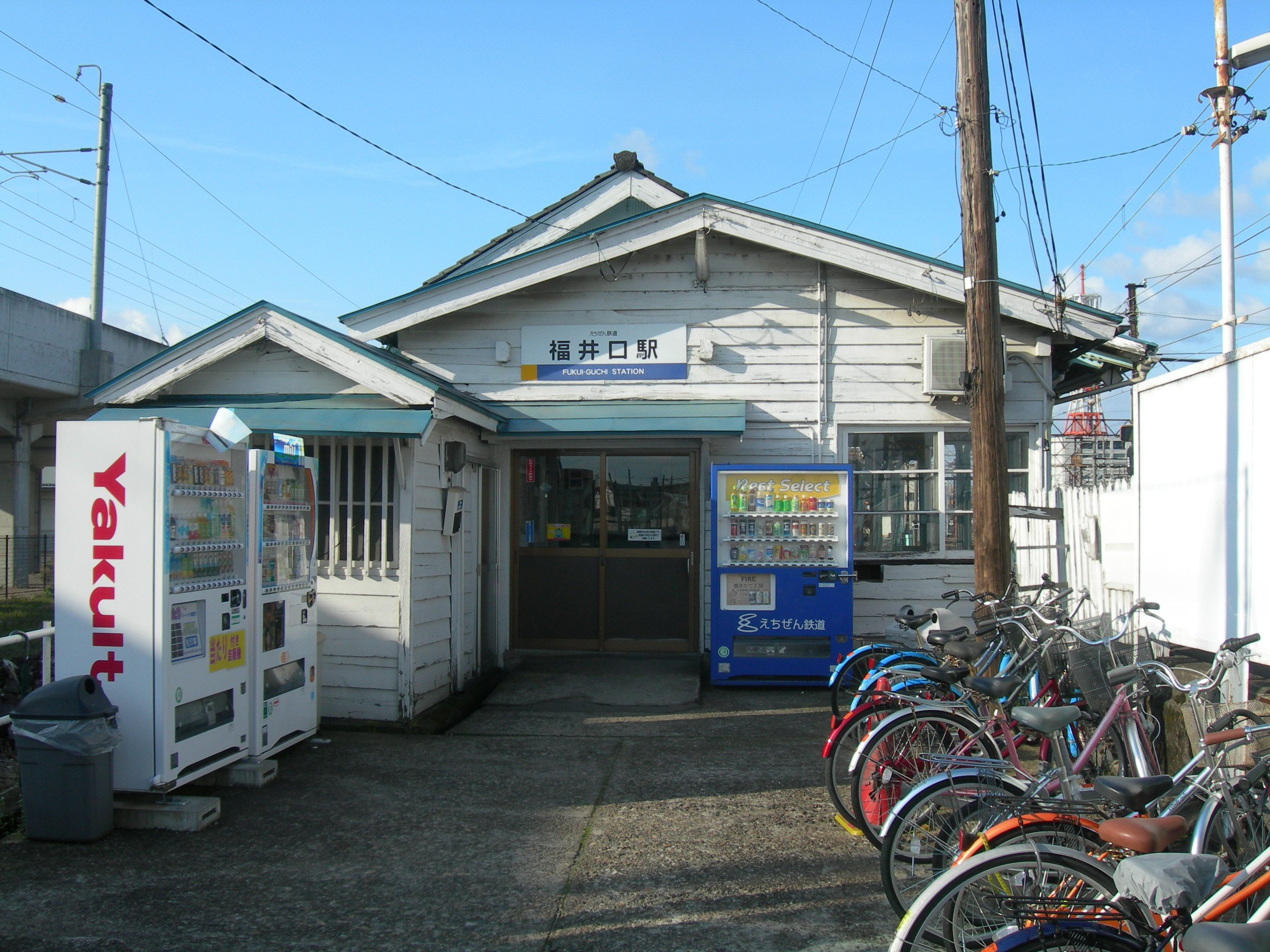
舊車站大樓（2009年3月）
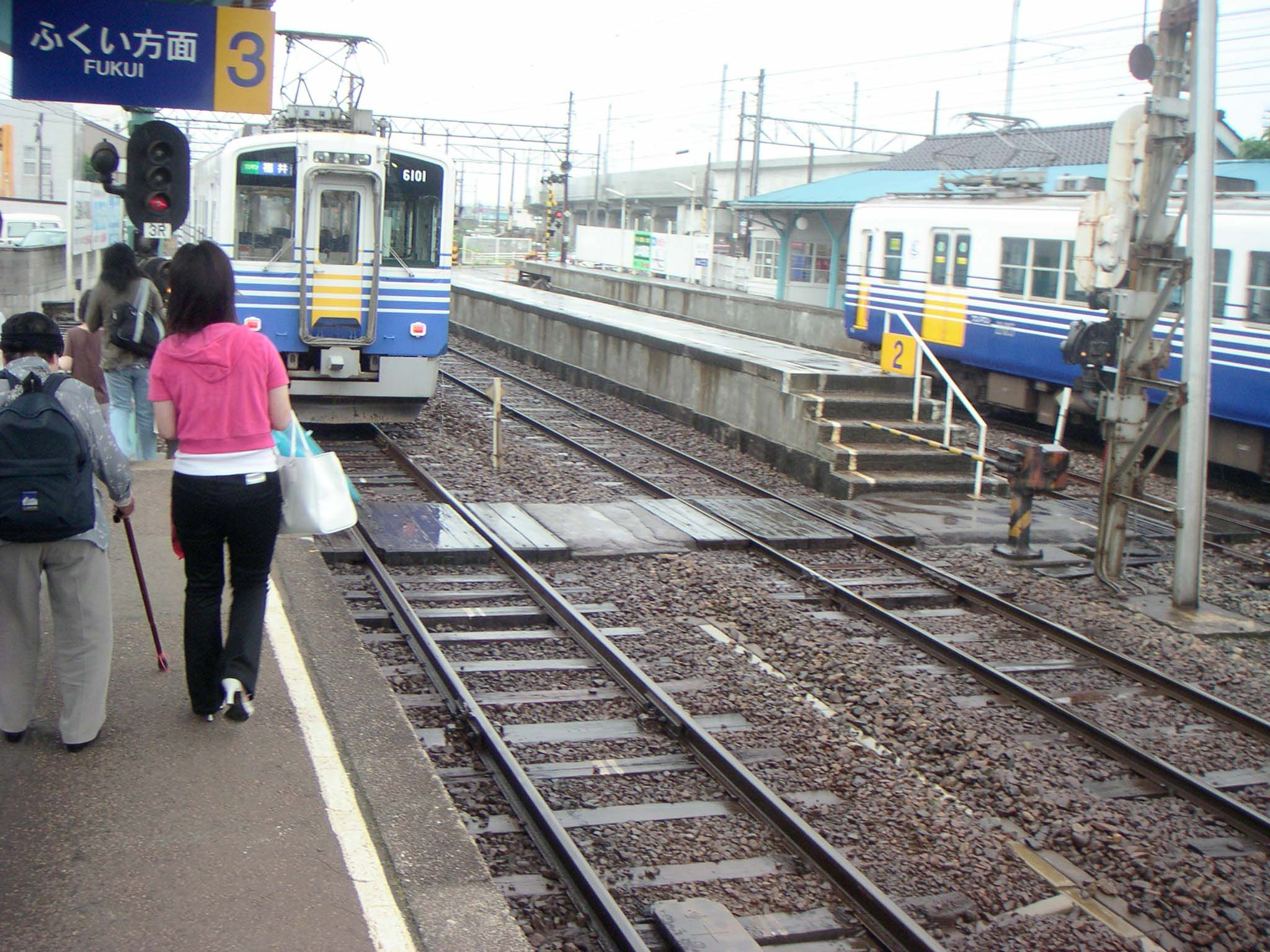
高架化前的月台（2005年7月）

## 歷史
- 1914年2月11日：車站啟用。
- 1928年12月30日：此站至蘆原站（現時：蘆原湯之町站）之間開通。
- 2001年6月25日：由於半年內兩度發生嚴重事故（日语：京福電気鉄道越前本線列車衝突事故），被國土交通省中部運輸局（日语：中部運輸局）引用鐵道事業法（日语：鉄道事業法）勒令全線暫停服務[1][2]。
- 2003年：

- 2月1日：車站設施轉讓至越前鐵道。
- 7月20日：越前鐵道車站重開。

- 2015年9月27日：隨著福井站至此站之間臨時高架化，車站遷移至JR在來線的高架橋下。月台由3面5線變成1面2線[4]。
- 2018年6月24日：車站高架化[5]。月台變成1面3線[6]。
- 2024年10月11日：越前鐵道及福井鐵道均可使用ICOCA及全國通用IC卡付款[7][8]。

## 使用狀況
以下為一日平均上下車人次：
| 上下車人次變化 | 上下車人次變化 |
| 年度           | 1日平均人次    |
| -------------- | -------------- |
| 2011           | 416            |
| 2012           | 417            |
| 2013           | 445            |
| 2014           | 457            |
| 2015           | 446            |
| 2016           | 500            |
| 2017           | 527            |
| 2018           | 512            |
| 2019           | 469            |
| 2020           | 375            |
| 2021           | 194            |
| 2022           | 231            |

## 其他特徴
車站鄰接車廠，因此設有不載客列車從福井前往此站。在京福電鐵經營以來，維修庫、留置線都是在靠近勝山永平寺線一方（勝山方向的列車前進方向的右手邊）。隨著福井站周邊進行高架化工程，JR北陸本線和三國蘆原線之間（勝山方向的列車前進方向的左手邊）建設新維修庫和新總部事務所，並在2009年3月29日起開始使用。
- 曾經鄰接車站處設有蜆殼石油的油庫，當時設有貨運業務，在1980年8月31日結束行走[12]。

## 相鄰車站
越前鐵道
■勝山永平寺線
□快速（只有上行班次）、■普通
新福井（E2）－福井口（E3）－越前開發（E4）
■三國蘆原線（所有列車直通至勝山永平寺線福井方向）
□快速（只有上行班次）、■普通
新福井（勝山永平寺線）（E2）－福井口（E3）－松本町屋（E24）

## 注腳
1. 1 2 3  朝日 2011，第9頁.
2. ↑  京福 2003，第34頁.
3. ↑  京福 2003，第143頁.
4. ↑  駅移転および新駅設置に伴うダイヤ改正についてPDF（日語） - 越前鐵道，2015年8月25日，同日參閲。
5. ↑  . 福井縣. 2018-06-24  [2018-06-25]. （原始内容存档于2018-03-16） （日语）.
6. ↑   (PDF). 福井縣.   [2018-08-26]. （原始内容存档 (PDF)于2018-08-26） （日语）.
7. ↑  えちぜん鉄道と福井鉄道 交通系ＩＣカード導入１０月１１日〜 （页面存档备份，存于），NHK News，2024年9月22日。
8. ↑  えちぜん鉄道と福井鉄道が交通系ICカード導入　10月11日からICOCA、Suicaなどでキャッシュレス決済対応 （页面存档备份，存于），福井新聞，202年9月7日。
9. ↑  国土数値情報　駅別乗降客数データ  （页面存档备份，存于） - 統計情報リサーチ，2023年12月18日閱覽
10. ↑  福井駅周辺整備事務所. . 福井縣: 越前鐵道. 2009-06-12  [2009-07-17]. （原始内容存档于2012-07-12） （日语）.
11. ↑  . 地方經濟面 (日本經濟新聞社). 2009-05-01: 8 （日语）.
12. ↑  《京福電鉄貨物列車を全廃》鐵道迷 1980年12月號p.125

## 外部連結
- 越前鐵道福井口站 （页面存档备份，存于）（日語）